# Vruće igre
Vruće igre je peti studijski album Parnog valjka. Uveo je ska pokret u grupu. Po mnogim fanovima, to je prvi pravi album grupe. Objavljen je 1980. u izdanju CBS/Suzy. Autor svih pjesama je Husein Hasanefendić, osim pjesme "Kad Miki kaže da se boji" čiji je autor Branimir Džoni Štulić. Džoni je između "Gradskih priča" i "Vrućih igara" osnovao također legendarnu Azru, tako da je iz Parnog valjka izašao nakon 2 tjedna suradnje. Na ovom albumu nalazi se nastavak pjesme "Hrast" s prijašnjeg albuma, ali i poznate balade "Hvala ti" i "Samo sjećanja". Album je sniman u Italiji u "General Recording Sound" studiju u Milanu.
Ukupno trajanje albuma 36:27 min.

## Popis pjesama
1. Kada noć umiješa prste u grad (3:21)
2. Još jedna o Hrastu (2:46)
3. (Ona je tako) Prokleto mlada (2:47)
4. Kad Miki kaže da se boji (2:08)
5. Javi se (2:30)
6. Hvala ti (4.27)
7. Neda (3:09)
8. Partneri za ples (3:16)
9. Ne udaraj me nisko (1:23)
10. Vruće igre (2:28)
11. Samo sjećanja (3:59)
12. Ti povuci prvi potez (3:57)

## Izvođači
- vokal, klavijature - Aki Rahimovski
- gitara, saksofon, vokal - Rastko Milošev - Ras
- bas, vokal - Srećko Kukurić
- bubnjevi, vokal - Paolo Sfeci
- gitara, vokal - Husein Hasanefendić - Hus

## Vanjske poveznice
1. ↑  Parni valjak - Vruće igre

- Album na službenoj stranici sastava